# 趙瑛 (景泰進士)
趙瑛（1423年—？），字玉輝，河南懷慶府河內縣人，軍籍，明朝政治人物。進士出身。

## 生平
河南鄉試第三十名。景泰二年（1451年）辛未科會試第一百九十二名，殿試登進士第三甲第四十七名。

## 家族
曾祖趙鳳。祖父趙文質。父亲趙景新。